# Кокорные острова
Кокорные острова — архипелаг в Республике Карелия, Россия.

## География
Острова находятся на территории, имеющей континентальный климат, для которого свойственны стабильно жаркое лето, стабильно морозная зима и малое количество осадков. Средняя температура в августе — 12 °C, в феврале — 1 °C.
Полностью окружены Белым морем, суша постоянно возвышается над водой.